# روبرت شوينتكي
روبرت شوينتكي هو مخرج وسيناريست ألماني ولد في 15 فبراير 1968.